# Teixeira (Baião)
Teixeira is een plaats (freguesia) in de Portugese gemeente Baião en telt 874 inwoners (2001).